# Harri Koskela
Harri Matias Koskela (* 8. Oktober 1965 in Lapua) ist ein ehemaliger finnischer Ringer. Der 1,85 Meter große Harri Koskela rang im griechisch-römischen Stil im Halbschwergewicht.
Seine internationale Laufbahn begann 1984 und endete mit einem 20. Platz bei den Olympischen Spielen 1996 in Atlanta. Bei den Olympischen Spielen 1988 wurde er hinter Atanas Komtschew aus Bulgarien Zweiter. 1990 wurde er bei den Weltmeisterschaften in Ostia hinter Maik Bullmann aus der DDR wieder Zweiter. Ein Jahr später wurde er bei Weltmeisterschaften Dritter, hinter Bullmann und dem Kubaner Reynaldo Peña. Bei den Olympischen Spielen 1992 wurde er nur Elfter.
In Finnland, wo er für die Vereine Lapuan Virkiä und Nurmon Jymy an den Start ging, wurde er von 1987 bis 1996 finnischer Meister, 1984 und 1986 Vizemeister und 1985 Dritter.

## Finnische Meisterschaften
- 1984, 2. Platz, GR, bis 90 kg, hinter Toni Hannula und vor Hannu Kinnunen
- 1985, 3. Platz, GR, bis 90 kg, hinter Toni Hannula und Risto Remsu
- 1986, 2. Platz, GR, bis 82 kg, hinter Jari Salomäki und vor Aki Tarino
- 1987, 1. Platz, GR, bis 90 kg, vor Jaro Övermark und Toni Hannula
- 1988, 1. Platz, GR, bis 90 kg, vor Toni Hannula und Reima Laine
- 1989, 1. Platz, GR, bis 90 kg, vor Tomi Niemi und Jouni Ilomäki
- 1990, 1. Platz, GR, bis 90 kg, vor Jukka Viitanen und Voitto Vuorenniemi
- 1991, 1. Platz, GR, bis 90 kg, vor Voitto Vuorenniemi und Pertti Kaisalmi
- 1992, 1. Platz, GR, bis 90 kg, vor Voitto Vuorenniemi und Mika Perälä
- 1993, 1. Platz, GR, bis 90 kg, vor Jussi Kettonen und Arne Parm
- 1994, 1. Platz, GR, bis 90 kg, vor Marko Korpela und Kari Turunen
- 1995, 1. Platz, GR, bis 90 kg, vor Tuomo Karila und Mika Sinisalo
- 1996, 1. Platz, GR, bis 100 kg, vor Jani Manni und Toni Hannula